# Goorken
Het Goorken is een natuurgebied (Vlaams natuurreservaat) ten oosten van de Antwerpse plaats Arendonk.
Het gebied wordt beheerd door het Agentschap voor Natuur en Bos.
Van oorsprong was hier een moerassig gebied in de vallei van de Wamp. Het werd ten nutte gemaakt door turf te steken, hakhout te winnen, hooi te oogsten en te beweiden. Ook werd er gevist en riet geoogst. Het Goorken vormde één geheel met de Lokkerse Dammen en de Rode Del. Het laatste gebied werd door de aanleg van het Kanaal Dessel-Turnhout-Schoten omstreeks 1845 van het Goorken afgesneden.
De waterhuishouding veranderde en gedurende de 2e helft van de 19e eeuw werden de omringende heidevelden ontgonnen. De bovenloop van de Wamp werd later rechtgetrokken. Hierdoor daalde het waterpeil en verlandde een deel van het moeras. Er ontstond vermenging van het kalk- en voedselrijke kanaalwater met het zure grondwater in het moeras. Op de overgang tussen voedselarm en voedselrijk water ontstonden trilvenen met draadzegge en kleine egelskop.
Aan plantengroei kan verder genoemd worden: dopheide, struikheide en zonnedauw.
Van de dieren komen onder andere voor: waterspitsmuis, blauwborst, groene kikker, alpenwatersalamander en grote modderkruiper.
Van de insecten komen voor: heideblauwtje en bandheidelibel.

## Toegankelijkheid
Er zijn wandelpaden, een vogelkijkhut en een uitzichttoren. Het gebied wordt begraasd door Gallowayrunderen.